# Polymixis manisadjiani
Polymixis manisadjiani är en fjärilsart som beskrevs av Otto Staudinger 1881. Polymixis manisadjiani ingår i släktet Polymixis och familjen nattflyn. Inga underarter finns listade i Catalogue of Life.